# Comuna Sveta Ana
Sveta Ana (Občina Sveta Ana) este o comună din Slovenia, cu o populație de 2.282 de locuitori (2002).

## Localități
Dražen Vrh, Froleh, Kremberk, Krivi Vrh, Ledinek, Rožengrunt, Sv. Ana v Slovenskih Goricah, Zgornja Bačkova, Zgornja Ročica, Zgornja Ščavnica, Žice